# Énergie solaire
L'énergie solaire est la fraction de l'énergie électromagnétique provenant du Soleil, traversant l’atmosphère qui en absorbe une partie, et parvenant à la surface de la Terre.
L'énergie solaire est à l'origine du cycle de l'eau, du vent et de la photosynthèse réalisée par le règne végétal, dont dépend le règne animal via les chaînes alimentaires. Le Soleil est à l'origine de la plupart des énergies sur Terre, à l'exception de l'énergie nucléaire et de la géothermie profonde.
Les sources d'énergie issues indirectement de l'énergie solaire sont notamment l'énergie hydraulique, dérivée de l'énergie cinétique de l'eau dont le cycle dépend de l'énergie thermique du Soleil ; l'énergie éolienne, provenant de l'énergie cinétique du vent, lui-même lié à l'échauffement et à l'évaporation de l'eau générés par le Soleil, la rotation de la Terre et la force de Coriolis ; l'énergie hydrolienne et l'énergie des vagues, liées aux mouvements des océans et des cours d'eau ; le bois énergie et l'énergie de la biomasse ainsi que la géothermie de très basse température, provenant des couches superficielles du sol réchauffées par le Soleil. L'énergie solaire est ainsi l'une des principales formes d'énergies renouvelables. On peut ajouter, à des échelles de temps plus longues, les combustibles fossiles, provenant de matières organiques créées par photosynthèse (charbon, pétrole, gaz naturel…) auxquelles s'ajoute l'énergie biochimique de la matière organique vivante.
Cet article traite de l'énergie produite par l'homme en captant le rayonnement solaire, principalement sous forme d'électricité ou d'énergie thermique.

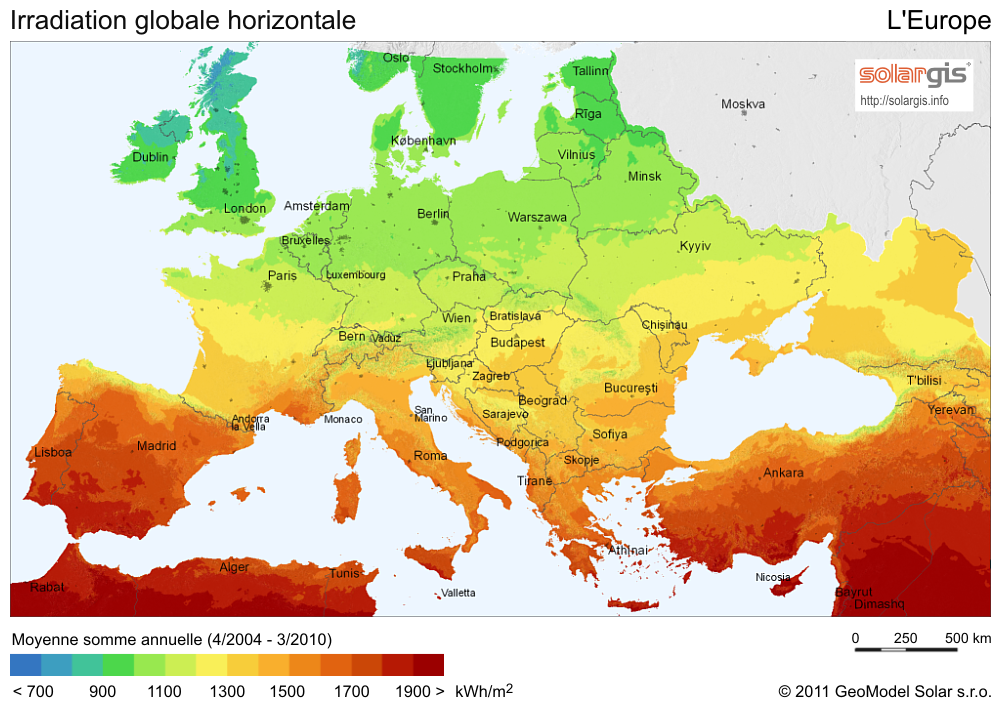
Carte de l'irradiation solaire globale horizontale en Europe.

Part de la production d'énergie primaire produite par le solaire (données BP 2018).

## Histoire

### Avant la découverte de l'effet photovoltaïque
L'utilisation de l'énergie solaire remonte à l'Antiquité, alors que les Grecs allument la flamme olympique grâce à un système de miroirs concentrant les rayons du Soleil, appelé skaphia.
Les applications pratiques apparaissent au XVIIe siècle. Le Français Salomon de Caus construit en 1615 une pompe solaire, grâce à l'utilisation d'air chauffé par le rayonnement solaire. François Villette, opticien au château de Versailles, conçoit un miroir en bronze (appelé « miroir ardent ») d'un mètre de diamètre, grâce auquel il fait des démonstrations de fusion d'objets.
En 1747, Georges-Louis Leclerc de Buffon expérimente un miroir qui concentre la lumière du Soleil en un point focal. Il arrive à faire fondre un morceau d'argent (soit plus de 1 044 °C). Dans les années 1780, Horace Bénédict de Saussure invente un instrument de mesure lui permettant d'étudier les effets calorifiques des rayons du Soleil qu'il nomme « hélio thermomètre ». Cet instrument utilise l'effet de serre obtenu par un vitrage placé au-dessus d'un absorbeur dans un caisson isolé. Il crée ainsi un capteur solaire thermique à basse température. À la fin du XVIIIe siècle, grâce à une lentille à liquide qui concentre les rayons solaires, Antoine Lavoisier construit un four solaire, qui atteint la température de 1 800 °C.
Les années 1870-1880 voient en France l'émergence d'un premier « imaginaire solaire », selon les termes de l'historien des techniques François Jarrige. L'ingénieur français Augustin Mouchot est l'inventeur en 1868 d'un des premiers moteurs solaires. Son travail est présenté à Napoléon III et il publie un ouvrage dans lequel il « invente » intellectuellement les usages modernes de l'énergie solaire[réf. incomplète]. Il perfectionne son moteur grâce à des fonds publics et un séjour en Algérie au titre de l’instruction publique. Son grand réflecteur, exposé au palais du Trocadéro lors de l'Exposition universelle de 1878, permet de chauffer de l'eau grâce à des réflecteurs solaires et de « faire travailler cette vapeur ». Pionnier reconnu notamment par l’Académie des sciences, il bénéficie d’une audience internationale et travaille également sur la cuisson solaire[réf. incomplète].

### Découverte de l'effet photovoltaïque
La conversion de la lumière en électricité, exploitant l'effet photovoltaïque, est découverte par Edmond Becquerel en 1839.
Il faut attendre près d'un siècle pour que les scientifiques approfondissent et exploitent ce phénomène physique. En 1875, Werner von Siemens publie un article sur l'effet photovoltaïque dans les semi-conducteurs ; en 1887, Heinrich Hertz présente sa compréhension du phénomène dans les Annalen der Physik.
Entre la fin du XIXe siècle et le milieu du XXe, les essais de plusieurs chercheurs restent infructueux, en raison de faibles rendements et de coûts prohibitifs.

### Premières cellules photovoltaïques
En 1916, Robert Andrews Millikan est le premier à produire de l'électricité avec une cellule solaire, cependant le rendement est insuffisant. En 1954, Gerald Pearson, Darryl Chapin et Calvin Fuller réussissent à produire des cellules atteignant un rendement de 6 %, grâce à du silicium dopé, c’est-à-dire contenant une petite proportion d’un autre élément, par exemple du phosphore. Les Laboratoires Bell construisent le premier panneau solaire, mais il est trop coûteux pour être produit en série. C'est la conquête spatiale qui fait réellement progresser l'énergie solaire ; le panneau solaire est le seul moyen non-nucléaire d'alimenter des satellites en énergie, de plus l'énergie solaire est une source d'énergie constante pour les satellites en orbite. De fait, c'est en 1958 qu'a lieu le premier lancement d'un satellite fonctionnant à l'énergie photovoltaïque. L'industrie spatiale investit beaucoup de fonds[réf. souhaitée] dans le développement des panneaux solaires.
Pendant les années 1970 et 1980, des efforts sont faits pour réduire les coûts, afin que l'énergie photovoltaïque soit également utilisable pour des applications terrestres. L'énergie solaire connaît un second élan au cours du premier choc pétrolier dans les années 1970. Alors que le prix du pétrole augmente de façon spectaculaire, les panneaux solaires photovoltaïques commencent à être utilisés pour la première fois dans les maisons. En 1973, la première maison alimentée par des cellules photovoltaïques est construite à l'université du Delaware et, en 1983, la première voiture alimentée par énergie photovoltaïque parcourt une distance de 4 000 km en Australie. Depuis, les panneaux solaires se développent lentement. L'énergie solaire connaît un nouvel essor parallèlement à la prise de conscience du réchauffement de la planète et à l'augmentation des prix de l'énergie.

### Perfectionnement et popularisation
Au cours des dernières décennies, l'énergie solaire a réalisé des avancées significatives en matière de rendement, de coûts et d'adoption mondiale.

#### Amélioration de l'efficacité
Les recherches ont permis d'augmenter l'efficacité des cellules photovoltaïques. En 2023, des cellules tandem pérovskite-silicium ont atteint un rendement de 33,7 %, contre environ 15 % pour les cellules traditionnelles au silicium[réf. nécessaire]

#### Réduction des coûts
Le coût de production de l'électricité solaire a considérablement diminué. Selon l'Agence internationale pour les énergies renouvelables (IRENA), le coût moyen pondéré mondial de l'électricité solaire photovoltaïque a chuté de 82 % entre 2010 et 2020, passant de 0,378 USD/kWh à 0,068 USD/kWh.

#### Adoption mondiale
L'énergie solaire est devenue l'une des sources d'électricité à la croissance la plus rapide. En 2022, la capacité mondiale installée de solaire photovoltaïque a atteint 1 000 GW, contre 40 GW en 2010.

#### Innovations techniques
Des innovations telles que les panneaux solaires bifaciaux, qui captent la lumière des deux côtés, et les systèmes de suivi solaire, qui orientent les panneaux vers le soleil tout au long de la journée, ont amélioré la production d'énergie. De plus, l'intégration de l'intelligence artificielle permet une gestion optimisée des systèmes solaires.

#### Défis persistants
Malgré ces progrès, des défis subsistent, notamment en matière de stockage de l'énergie pour pallier l'intermittence de la production solaire et l'intégration des installations solaires dans les réseaux électriques existants. Des recherches sont en cours pour développer des solutions de stockage plus efficaces et des réseaux intelligents.

## Potentiel
L'énergie solaire provient de la fusion nucléaire qui se produit au centre du Soleil. Elle se propage dans le Système solaire et dans l'Univers essentiellement sous la forme d'un rayonnement électromagnétique dont la lumière n'est que la partie visible.

### Valeurs énergétiques

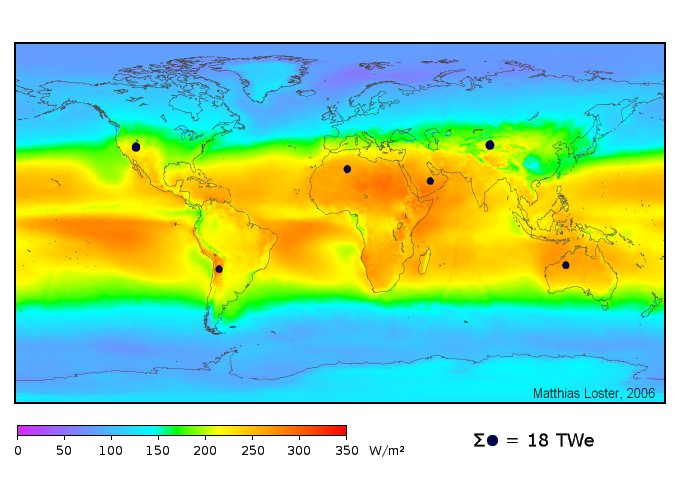
Répartition quotidienne moyenne de l'énergie solaire reçue au sol sur Terre. Les disques noirs représentent la surface nécessaire pour satisfaire toute la demande énergétique de la planète en 2007 au moyen de capteurs photovoltaïques d'une efficacité de 8 %.

La Terre reçoit 174 pétawatts (1015 watts, ou PW) de rayonnement solaire entrant dans la haute atmosphère (irradiation solaire), soit environ 340 W/m2 à sa surface (rayonnement solaire incident moyen). Environ 30 % sont réfléchis dans l'espace, tandis que le reste, 122 PW, est absorbé par les nuages, les océans et la masse terrestre. Le spectre du rayonnement solaire à la surface de la Terre est principalement réparti entre le spectre visible et les infrarouges proches, ainsi qu'une petite partie située dans les ultraviolets proches. La majorité de la population mondiale vit dans des zones où le niveau d'irradiation solaire moyen (nuit comprise) est compris entre 150 et 300 W/m2, ce qui représente 3,5 à 7,0 kWh/m2 par jour. En France, l'énergie totale reçue au cours d'une année est de 1 100 kWh/m2, tandis qu'à l'équateur, elle s'élève à 2 200 kWh/m2.
L'énergie solaire totale absorbée chaque année par l'atmosphère terrestre, les océans et les masses terrestres est d'environ 122 PW·an, soit 3 850 zettajoules (1021 joules, ou ZJ). En 2002, cela représente plus d'énergie en une heure que la consommation humaine sur une année,. Pour comparaison, le vent contient 69 TW·an, soit 2,2 ZJ et la photosynthèse capture environ 95 TW·an, soit 3 ZJ par an dans la biomasse. La quantité d'énergie solaire atteignant la surface de la planète est si importante que, en un an, elle représente environ deux fois l'énergie obtenue à partir des ressources non renouvelables de la Terre — charbon, pétrole, gaz naturel et uranium combinés — exploitées de tout temps par l'homme. L'énergie totale utilisée par l'homme représente en effet, en 2005, 0,5 ZJ, dont 0,06 ZJ sous forme d'électricité.

### Rôle sur Terre
Le rayonnement solaire est absorbé par la surface terrestre, les océans — qui couvrent environ 71 % du globe — et l'atmosphère. L'air chaud contenant l'eau évaporée des océans s'élève, provoquant une circulation atmosphérique ou une convection. Lorsque l'air chaud atteint une altitude élevée, où la température est basse, la vapeur d'eau se condense en nuages, puis s'écoule sur la surface de la Terre sous forme de pluie, complétant ainsi le cycle de l'eau. La chaleur latente de la condensation de l'eau réchauffe à son tour l'air ambiant et amplifie la convection, produisant des phénomènes atmosphériques tels que le vent, les cyclones et les anticyclones. Le rayonnement solaire absorbé par les océans et les masses terrestres représente environ 240 W/m2 et, ajouté à l'effet de serre, maintient la surface à une température moyenne de 14 °C. Par photosynthèse, les plantes vertes convertissent l'énergie solaire en énergie stockée chimiquement, qui produit de la nourriture, du bois et la biomasse dont sont dérivés les combustibles fossiles.

### Exploitation humaine

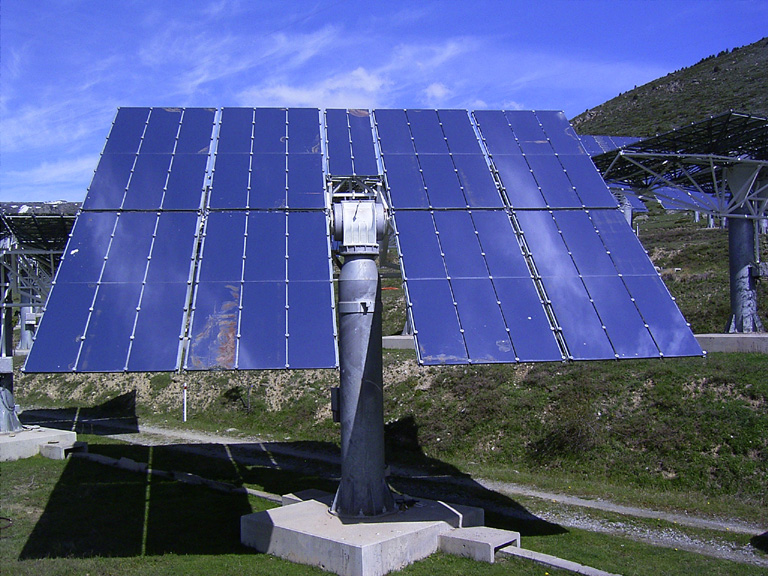
Un héliostat de la centrale solaire Thémis.

L'énergie solaire reçue en un point du globe dépend tout d'abord de l'énergie électromagnétique (lumière visible, infrarouge, ultraviolet et autres rayonnements) émise par le Soleil et arrivant sur Terre, qui connaît des fluctuations décennales, saisonnières et ponctuelles. La latitude, la saison et l'heure influent ainsi sur la hauteur du Soleil et donc sur l'énergie reçue au sol par unité de surface, ainsi que sur la nébulosité en fonction du climat local. Enfin, cette nébulosité (nuages, brouillards, etc.) varie considérablement selon la géographie et les conditions météorologiques ; elle est forte à très forte dans les régions océaniques tempérées et subpolaires ainsi que dans les régions équatoriales, mais faible à très faible en période anticyclonique et dans les régions arides subtropicales ou polaires,,.
Ainsi le flux maximum d'énergie solaire reçu au sol terrestre se trouve-t-il sous les tropiques secs (ou arides), c'est-à-dire dans les déserts chauds où les conditions météorologiques et géographiques sont optimales : basse latitude, vaste espace, ensoleillement ininterrompu, ciel clair, grande sécheresse de l'air. Le Sahara, le plus grand désert chaud du monde, est la région de la Terre qui reçoit le plus amplement la chaleur et la lumière du Soleil. C'est en effet la contrée du globe où la durée de l'insolation moyenne est la plus élevée (jusqu'à 4 300 h/an soit entre 97 et 98 % du jour) et où l'irradiation solaire moyenne est la plus grande, qui atteint plus de 280 W/m2 en moyenne sur l'année,.

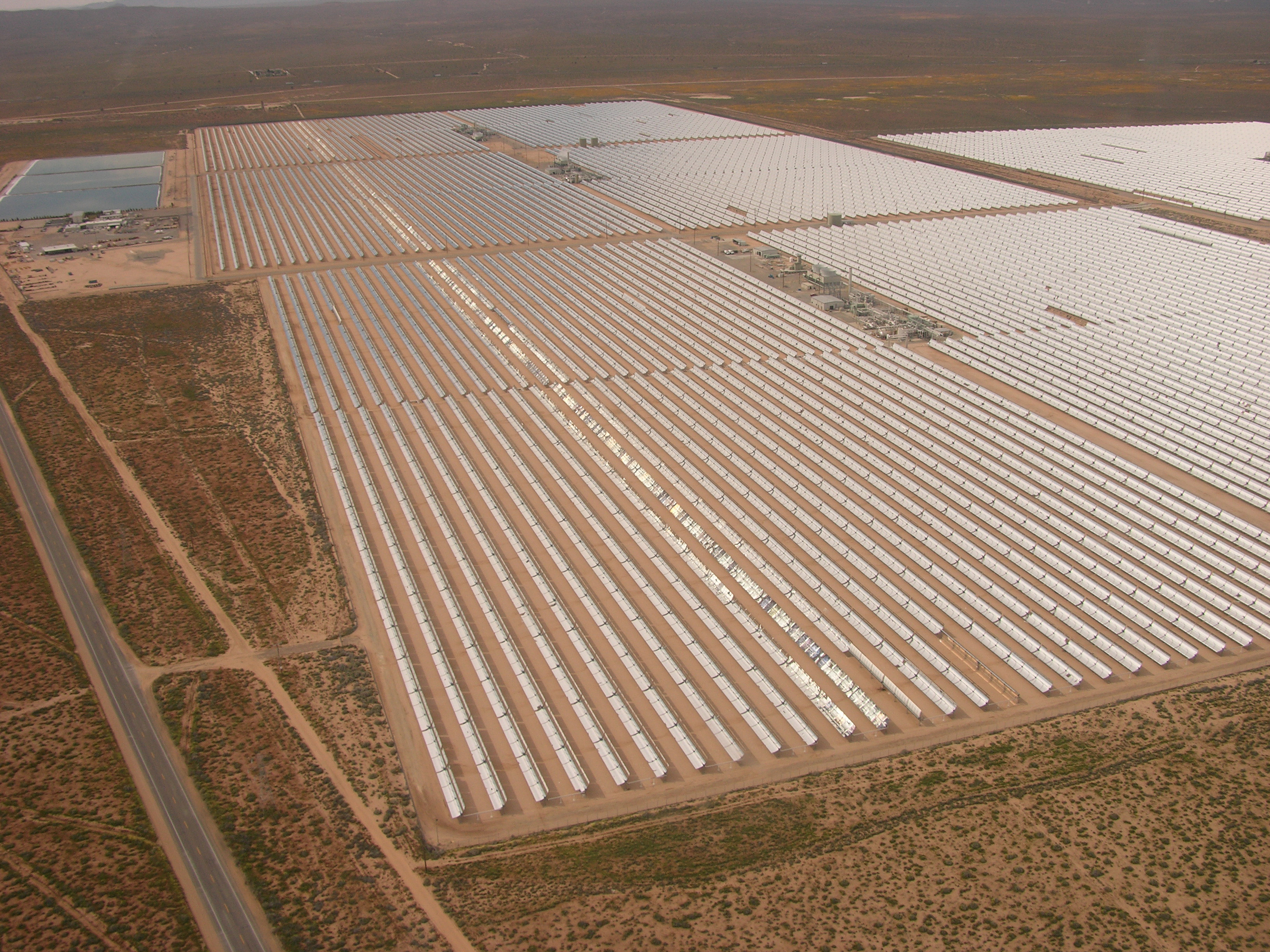
La centrale solaire thermodynamique SEGS, dans le désert des Mojaves, en Californie.

Or, les régions les plus ensoleillées sont rarement les plus consommatrices d'énergie. Le rapport solaire, défini comme l'énergie solaire reçue rapportée à l'énergie consommée localement, atteint ainsi à peine 100 pour les pays les plus consommateurs, mais plus de 10 000 pour certains pays du tiers monde. Si l'on tient compte de l'efficacité relativement faible des capteurs solaires, il ressort que l'énergie solaire représente un gisement considérable pour les pays en développement, tandis qu'elle ne peut répondre que marginalement à la consommation des pays développés.
La collecte et le transport d'énergie depuis le Sahara vers les pays développés est donc envisagée. Elle bute néanmoins sur des obstacles techniques et politiques, et les projets comme Desertec ne sont pas encore d'actualité. Au contraire, les zones développées, à la consommation importante et disposant de la technique requise, voient des réalisations de plus en plus importantes apparaître à leurs confins. Ainsi, dans le désert des Mojaves (Californie et Arizona) se trouvent les plus grandes centrales solaires thermodynamiques au monde, notamment la centrale solaire SEGS, d'une puissance totale de 354 MW. Par ailleurs, l'utilisation de traqueurs solaires permet d'augmenter considérablement le potentiel de l'énergie solaire dans des régions plus éloignées de l'équateur, tandis que la reconversion d'ombrières de parking en centrales électriques solaires et l'utilisation de toits d'habitations permet de répondre aux problèmes de place.
En 2000, le Programme des Nations unies pour le développement et le Conseil mondial de l'énergie ont publié une estimation de l'énergie solaire pouvant potentiellement être utilisée par les êtres humains chaque année, qui tient compte de facteurs tels que l'ensoleillement, la couverture nuageuse et les terrains utilisables par les humains. Selon elle, d'ici 2100, 70 % de l'énergie consommée sera d'origine solaire.

## Utilisation
Les techniques pour capter directement une partie de cette énergie peuvent être classées entre solaire « thermique » et solaire « électrique », que l'on oppose parfois à propos de la production de chaleur, mais qui peuvent aussi être complémentaires.

### Thermique

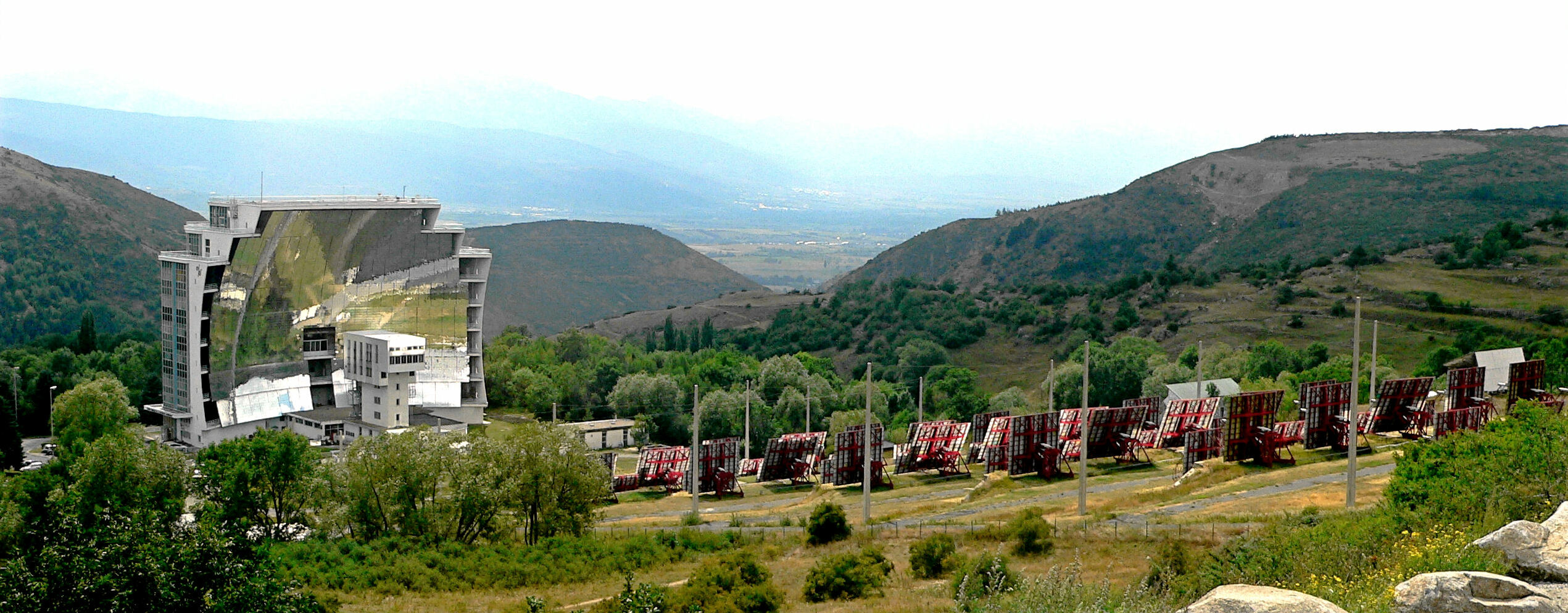
Le four solaire d'Odeillo.

L'énergie solaire thermique consiste à utiliser la chaleur issue du rayonnement solaire. Cet usage se décline en divers procédés :
- en usage direct de la chaleur : chauffe-eau, chauffage solaire dont fours solaires, cuiseurs et stérilisateurs solaires et sécheuses solaires, par exemple ;
- en usage indirect, la chaleur servant pour un autre usage : rafraîchissement solaire, centrales solaires thermodynamiques, etc.

La surface des capteurs solaires thermiques en fonctionnement en 2019 atteignait 684,4 millions de mètres carrés et leur puissance 479 GWth, dont 72,3 % en Chine. Les nouvelles installations en 2019 s'élevaient à 26,1 GWth, dont 70,9 % en Chine.

#### Chauffage passif
La plus ancienne et certainement la plus importante, quoique discrète, utilisation de l'énergie solaire consiste à bénéficier de l'apport direct du rayonnement solaire, c'est-à-dire l'énergie solaire passive. Pour qu'un bâtiment bénéficie au mieux des rayons du Soleil, on doit tenir compte de l'énergie solaire lors de la conception architecturale (façades doubles, surface vitrée orientée vers le Sud, isolation thermique, etc.). L'apport solaire passif représente alors une part importante du chauffage et de l'éclairage du bâtiment et les économies d'énergies peuvent être importantes.
L'habitat passif comprend les bâtiments dont les dépenses d'énergie de chauffage sont réduites d'environ 80 % par rapport aux maisons neuves construites selon les normes allemandes d'isolation thermique de 1995[réf. nécessaire]. L'énergie solaire passive permet donc de chauffer tout ou partie d'un bâtiment pour un coût proportionnel quasi nul, en tirant parti des conditions d'un site et de son environnement, selon les principes de l'architecture bioclimatique[réf. nécessaire]. Ces techniques sont développées dans l'écoquartier à énergie positive de Fribourg en 1996 ; il produit alors plus d'énergie qu'il n'en consomme.

#### Cuisson des aliments
Apparue dans les années 1970, la cuisine solaire consiste à préparer des plats à l'aide d'un cuiseur solaire, ou four solaire. Les petits fours solaires permettent des températures de cuisson de l'ordre de 150 °C, les paraboles solaires permettent de préparer les mêmes plats qu'une cuisinière classique à gaz ou électrique. Ils sont également utilisés pour la stérilisation microbienne.
L'utilisation de l'énergie solaire pour la cuisson des aliments, au-delà d'être gratuite et abondante sur certaines zones géographiques, permet également de réduire la déforestation dans certains pays où la cuisine au bois et au charbon est la norme.

Différents types de cuisinières et fours solaires
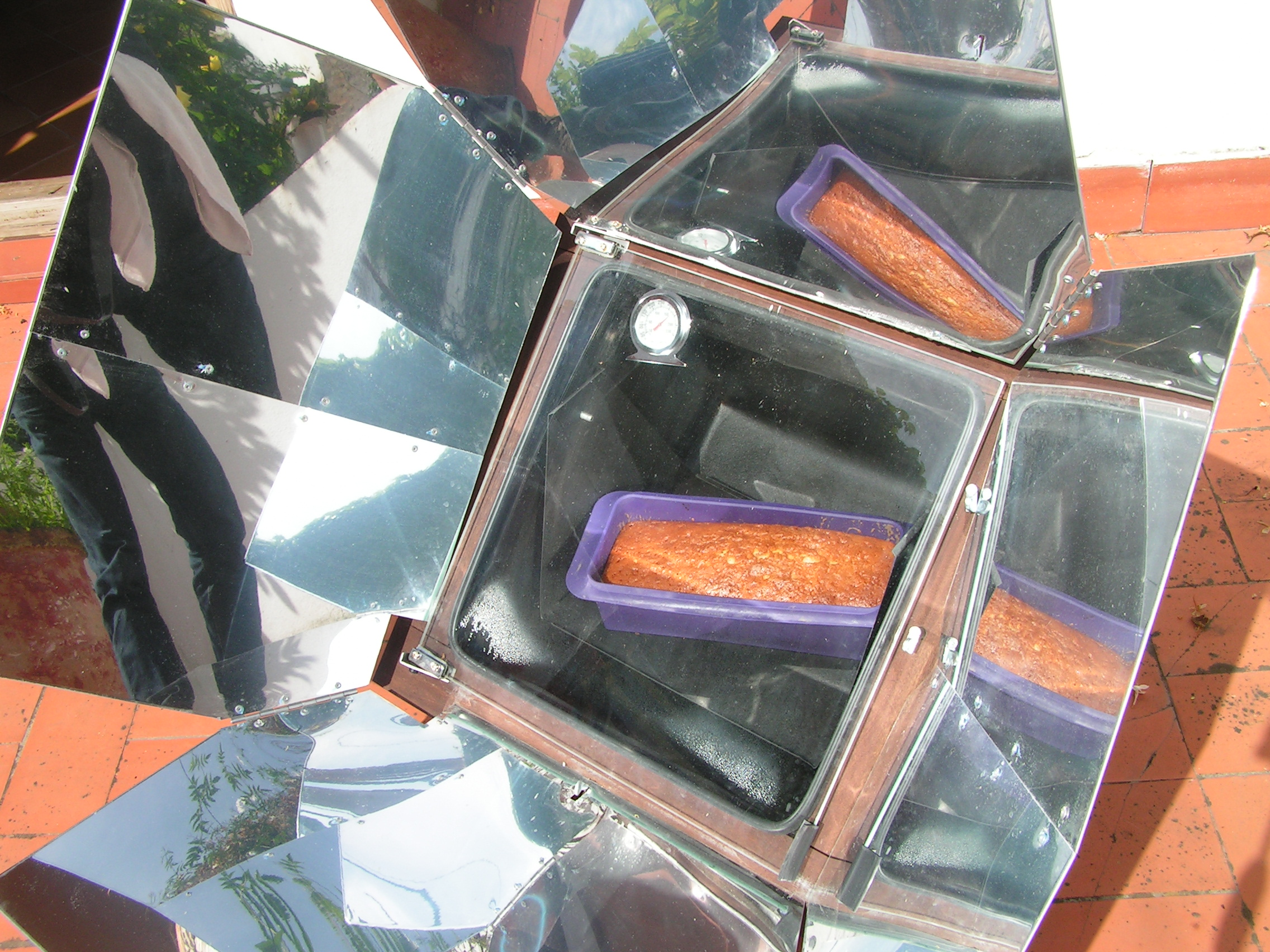
Gâteau dans un four solaire Global Sun Oven, simple à produire en autoconstruction.
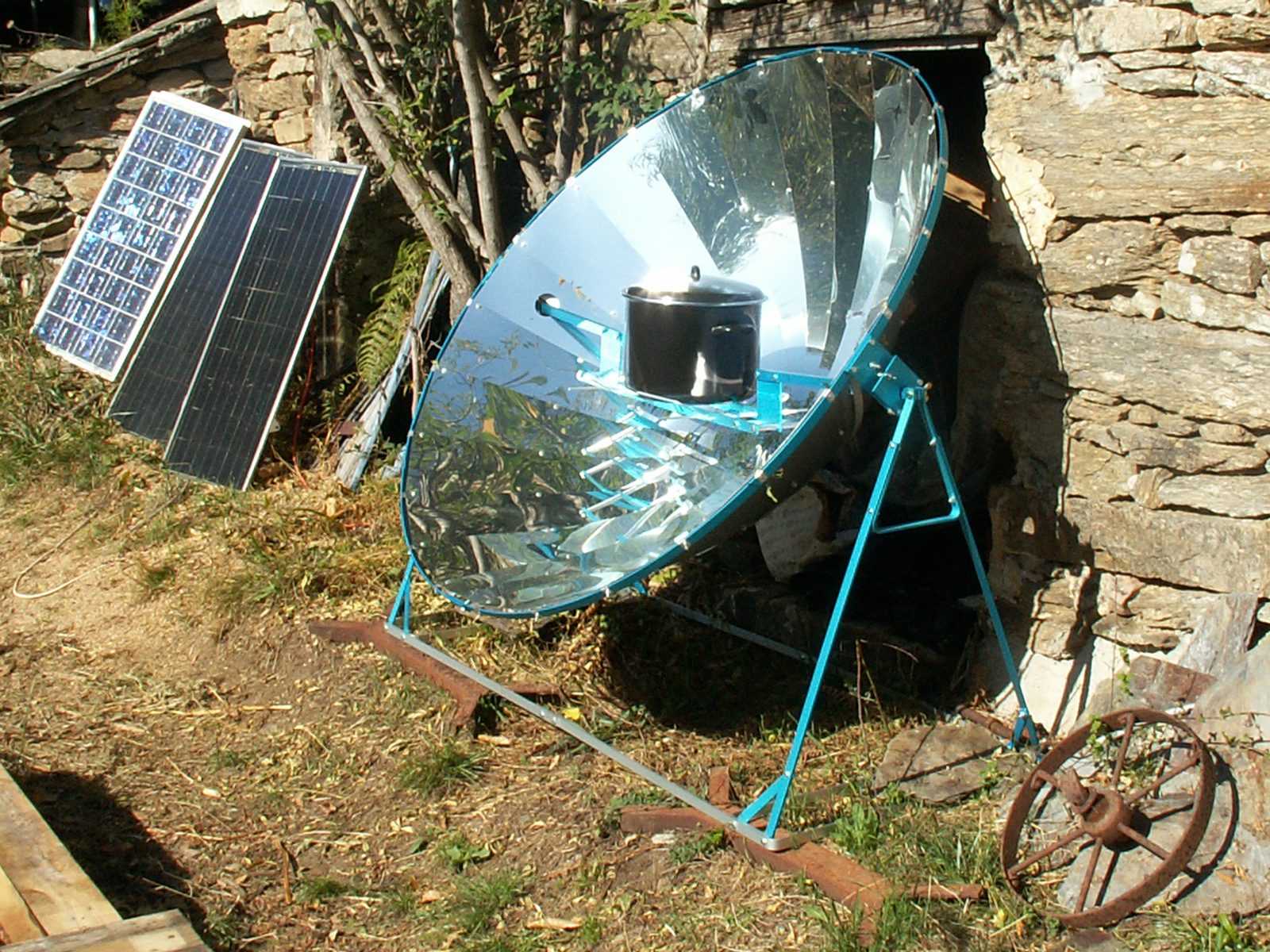
Four solaire parabolique Alsol 1.4.
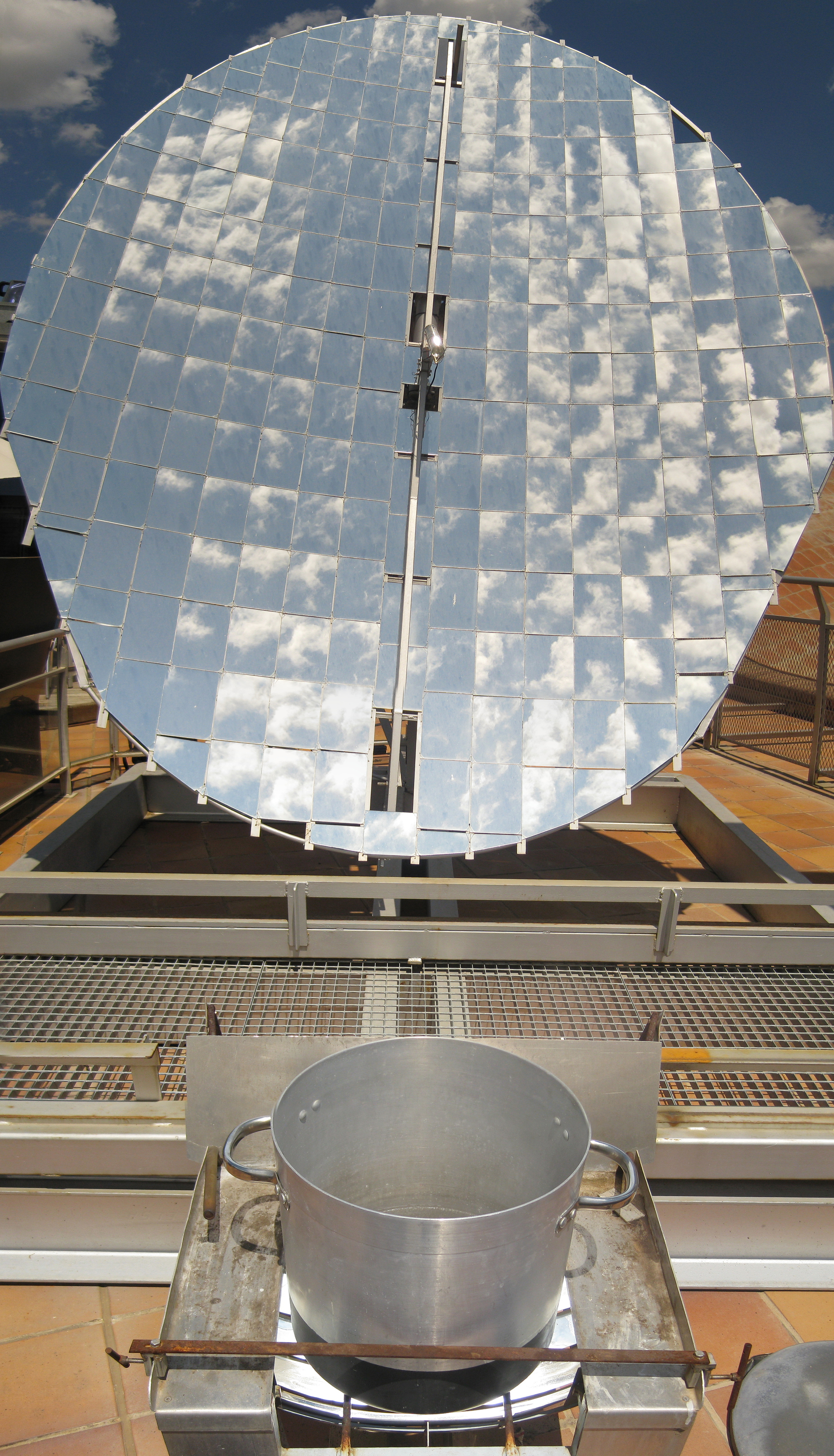
Cuisinière solaire.
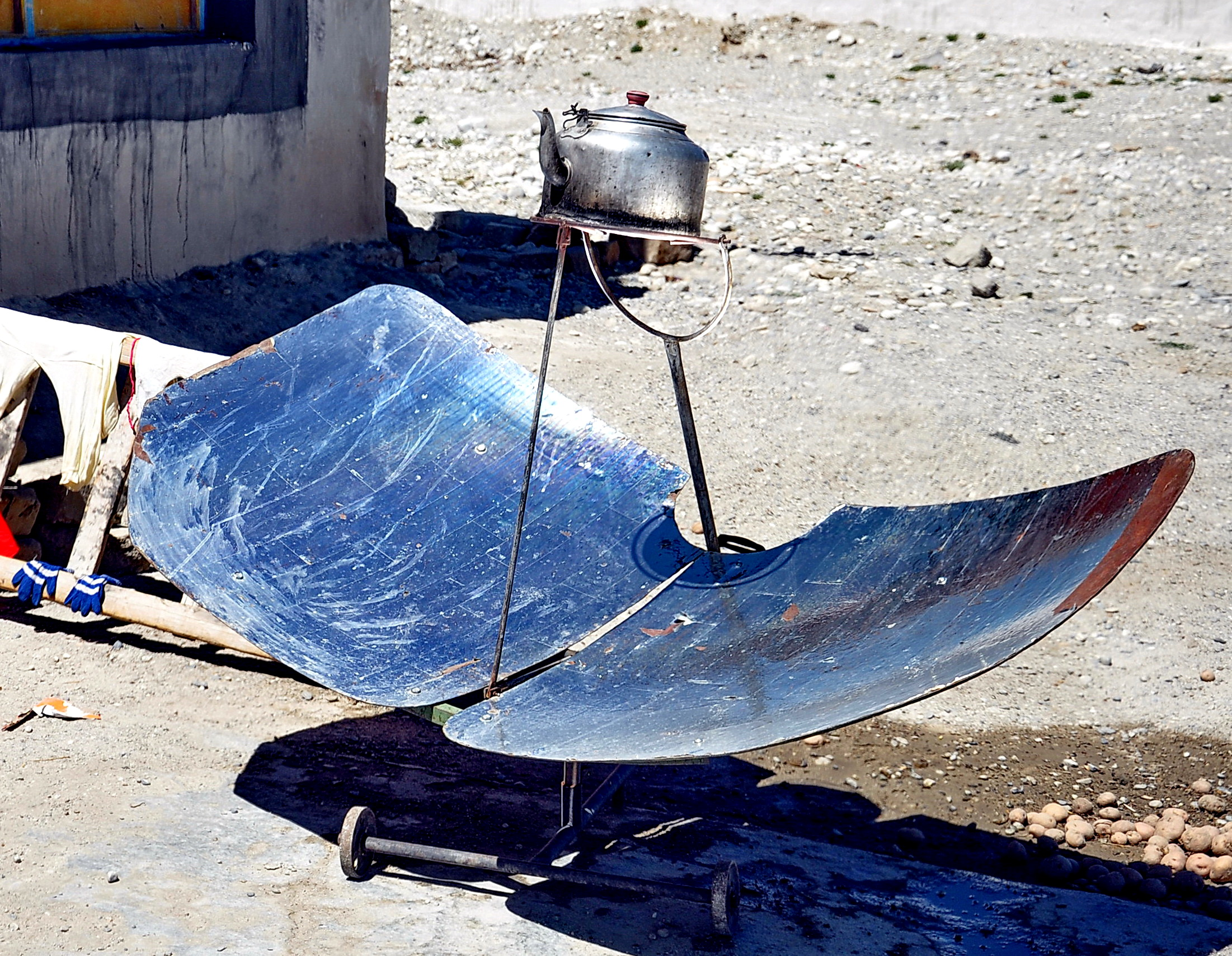
Four solaire de campagne (hauts-plateaux tibétains).

### Électrique
L'énergie solaire peut être convertie en électricité directement, sous forme d'énergie photovoltaïque (PV), ou indirectement dans une centrale solaire thermodynamique. Les premières convertissent la lumière en courant électrique en tirant parti de l'effet photoélectrique, tandis que les secondes convertissent l'énergie thermique concentrée sur un fluide caloporteur par des miroirs cylindro-paraboliques, ou dans une tour solaire, vers laquelle des lentilles ou des miroirs focalisent la lumière solaire[réf. souhaitée].
En 2019, les installations photovoltaïques existantes assurent 2,5 % de la production mondiale d'électricité et les centrales solaires thermodynamiques 0,05 %. L'Agence internationale de l'énergie prévoit en 2014 que l'énergie solaire produira 16 % de l'énergie électrique mondiale en 2050.
La première centrale solaire photovoltaïque commerciale (1 MWc) a été construite en Californie en 1982. La première centrale solaire thermodynamique, un prototype de tour solaire (cheminée) de 50 kW, a été construite à Manzanares en Espagne, en 1982 également et la première centrale solaire thermodynamique commerciale, SEGS-1, une centrale à miroirs cylindro-paraboliques de 13,8 MWc a été construite en 1984 en Californie.
La plus grande centrale solaire photovoltaïque du monde en 2020, Noor Abou Dabi (1 177 MWc), a été mise en service en juillet 2019 dans l'émirat d'Abou Dabi. En 2021, le plus grand parc solaire du monde est le Bhadla Solar Park en Inde : 2 245 MW, mais le Mohammed Bin Rashid Al Maktoum Solar Park en cours de construction aux Émirats arabes unis devrait atteindre 2 863 MW à son achèvement. Construit de 2013 à 2018, le complexe solaire Noor Ouarzazate, au Maroc, était alors la plus grande centrale solaire thermodynamique du monde par sa capacité de production de 580 MW.
La plupart des installations photovoltaïques existantes sont intégrées à des bâtiments ou sur des toits et produisent moins de 5 kW tout en étant connectés au réseau[réf. souhaitée]. Cependant, les centrales solaires de taille commerciale assurent la majeure partie de la production ; ainsi, aux États-Unis en 2019, l'Agence d'information sur l'énergie comptabilise 69 017 GWh produits par les centrales photovoltaïques de taille commerciale (1 MW et plus) et 3 217 GWh produits par les centrales thermodynamiques, contre 35 041 GWh produits par les installations photovoltaïques de petite taille. Ces dernières représentent donc 32,7 % de la production solaire totale.

#### Photovoltaïque

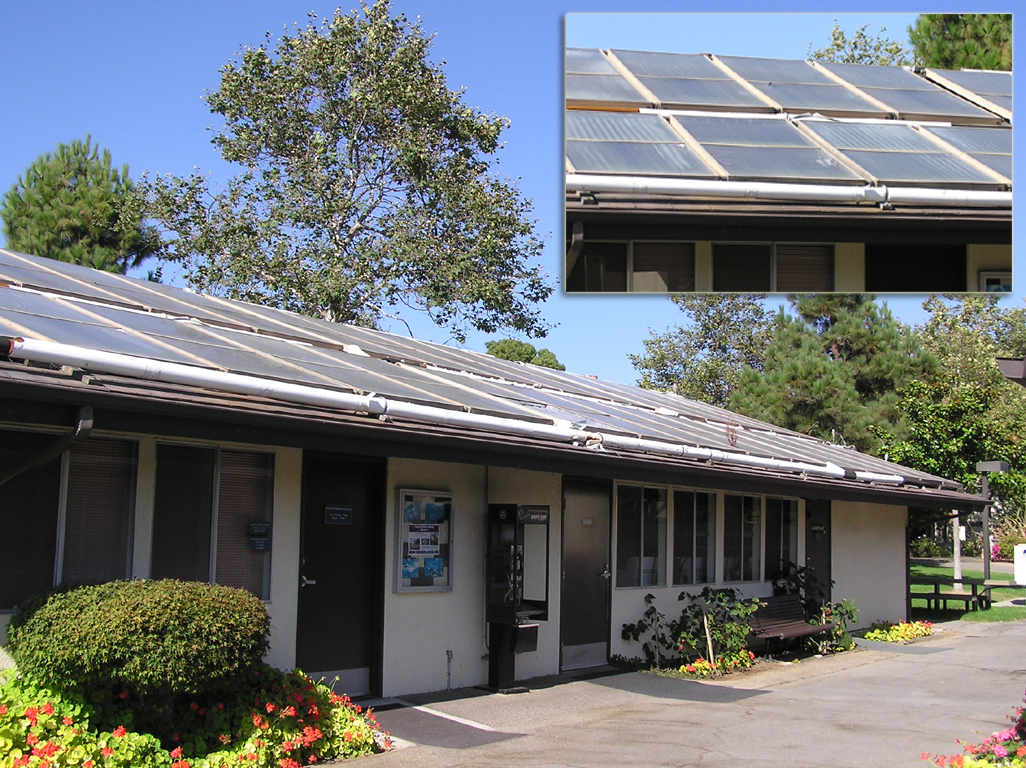
Une laverie automatique en Californie fonctionnant grâce à l'énergie solaire.

Le terme « photovoltaïque » peut désigner le phénomène physique d'effet photovoltaïque ou la technique associée. L'énergie solaire photovoltaïque est l'électricité produite par transformation d'une partie du rayonnement solaire par une cellule photovoltaïque. Plusieurs cellules sont reliées entre elles dans un module photovoltaïque, puis les modules sont regroupés pour former des panneaux solaires, installés chez un particulier ou dans une centrale solaire photovoltaïque. Après transformation en courant alternatif grâce à un onduleur, l'installation solaire peut satisfaire un besoin local (en association avec un moyen de stockage) ou être injectée dans un réseau de distribution électrique (le stockage local n'étant alors pas nécessaire).
À l'échelle des villes, des cadastres solaires, établis à l'aide de modèles 3D, permettent d'optimiser le positionnement des panneaux solaires.
En 2020, la part mondiale d'électricité produite par le photovoltaïque a été de 3,1 %.

#### Thermodynamique

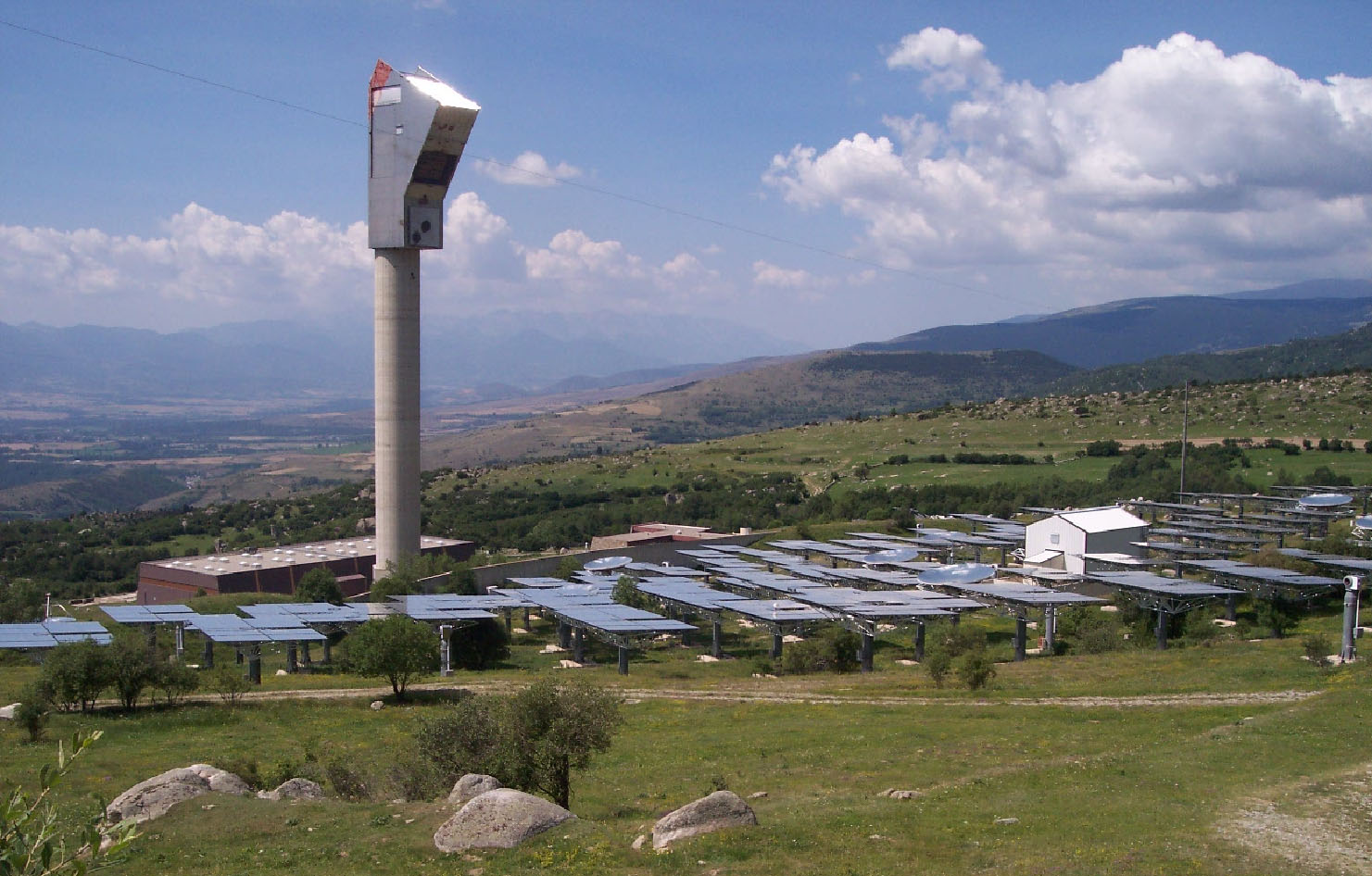
La centrale solaire Thémis.

Le solaire thermodynamique est une technique solaire qui consiste à concentrer l'énergie solaire (via des héliostats, miroirs, etc.) pour produire :
- de l'électricité, sur le même principe qu'une centrale électrique classique (production de vapeur à haute pression qui est ensuite turbinée) ;
- un travail mécanique, en transformant un liquide en gaz[b] ou en échauffant directement une partie du moteur, comme dans le moteur Stirling.

#### Moteur Stirling

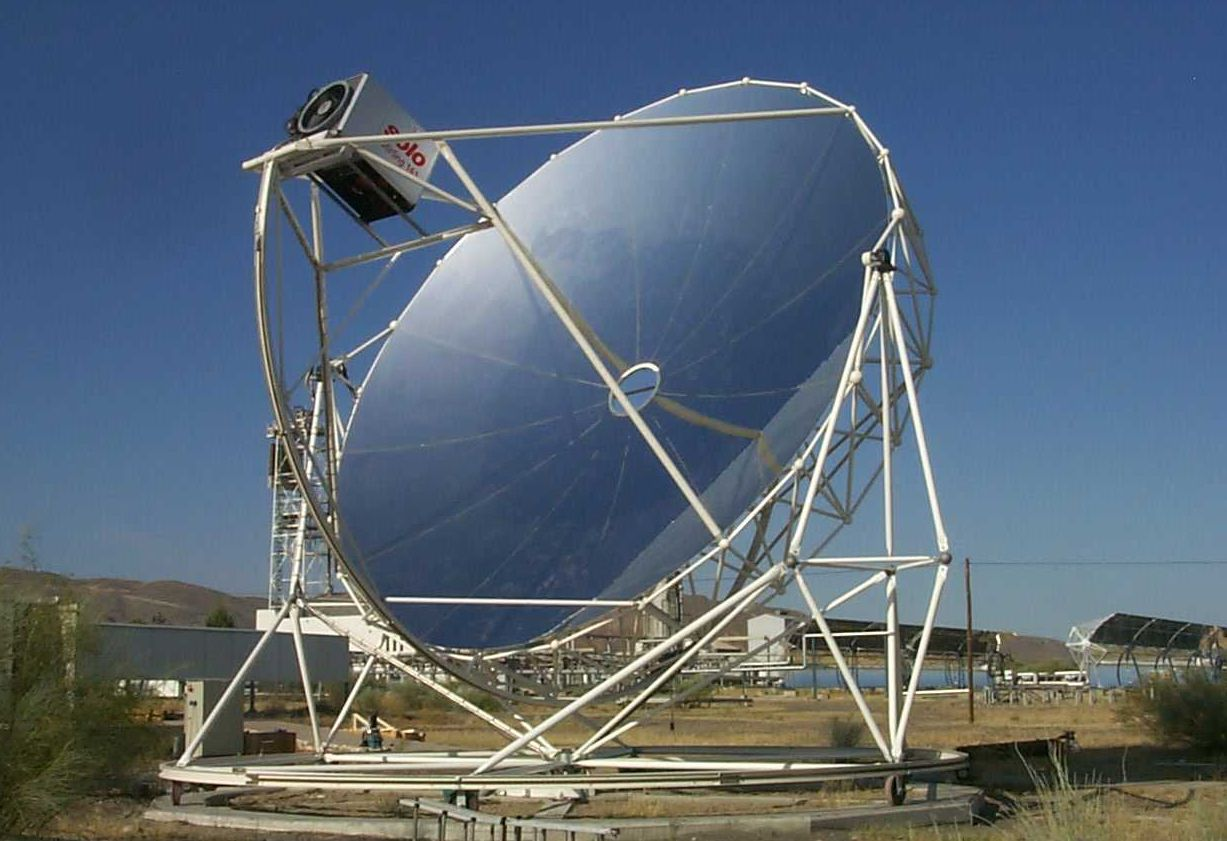
Moteur Stirling installé au foyer d'un miroir parabolique, à la, en Espagne.

Des moteurs Stirling utilisant l'énergie solaire comme source chaude ont été conçus. C'est le cas du moteur « Stirling SOLO V160 » de la plate-forme solaire d'Almería (en), une première installation datant de 1992 et initialement composée de trois unités paraboliques de 7,5 m de diamètre pouvant recueillir jusqu'à 40 kWth d'énergie au moyen du moteur et qui pouvait générer jusqu'à 9 kW en zone focale. Le projet a été suivi par une unité parabolique de 8,5 m, le moteur pouvant générer 10 kWe.
Une version fonctionnant à l'énergie solaire et au gaz naturel a aussi été envisagée à la fin des années 2000.

## Recherche

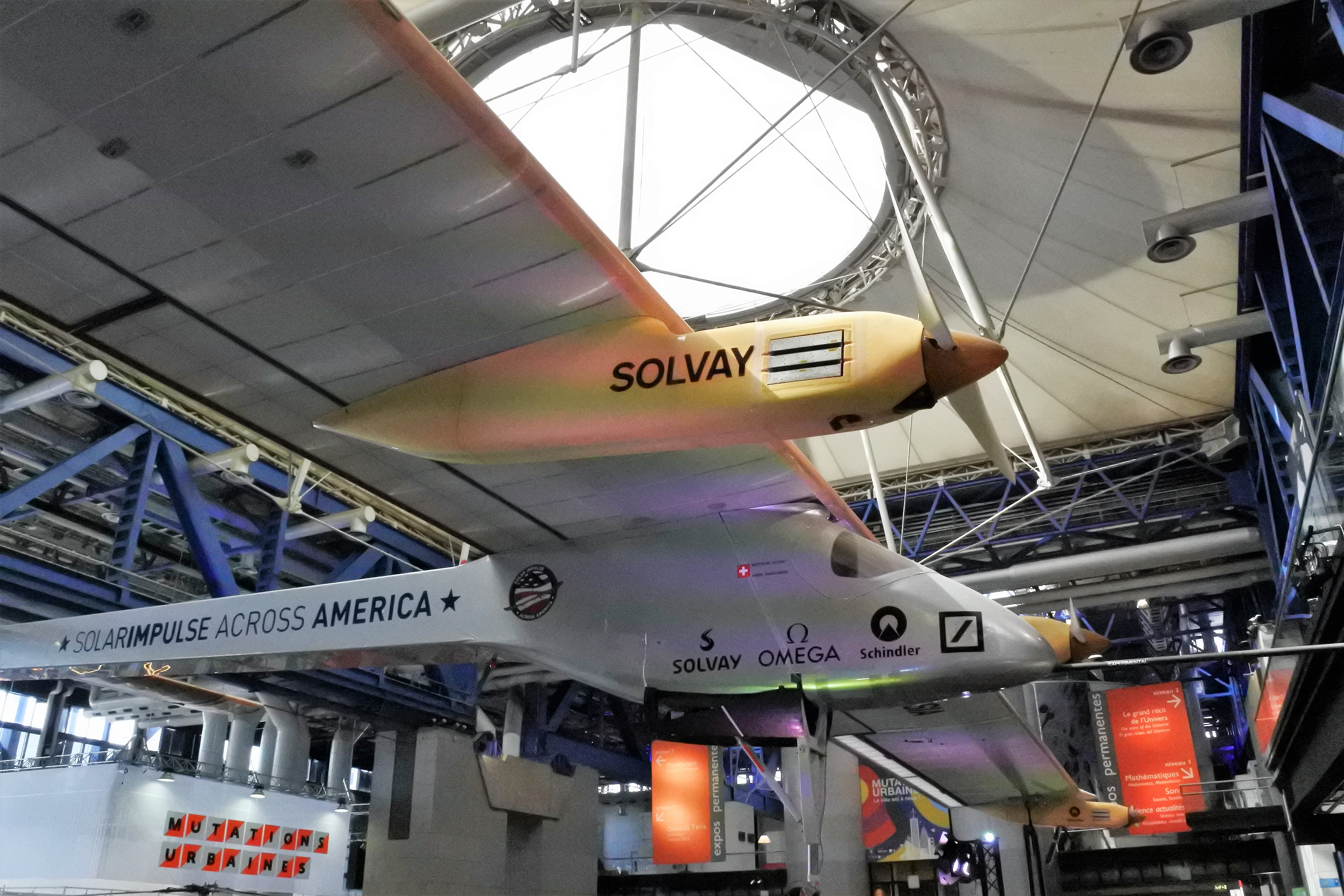
Solar impulse I. Sept années de calculs, de simulation, de construction et d'essai ont été nécessaires aux 80 ingénieurs et techniciens de l'équipe pour mettre au point ce premier prototype, qui bénéficie d'une multitude d'innovations techniques, notamment dans le domaine de la capture et du stockage de l'énergie solaire et dans celui des matériaux de structure et d’équipement.

La recherche dans le solaire photovoltaïque porte surtout sur l'augmentation du rendement de conversion, sur l'abaissement du coût de fabrication des cellules et sur l'hybridation avec le solaire thermique.

## Aspect économique

Le prix des modules solaires a chuté de 99,7 % de 1975 à 2021.

L’énergie solaire est relativement économique, facilement disponible, renouvelable et aisément transformable. La production d’électricité photovoltaïque n’a pas d’impact sur l’environnement, si l’on ne considère que la phase d’usage des modules photovoltaïques. Toutefois, la fabrication du matériel qui constitue le générateur photovoltaïque nécessite de l’énergie grise. Un module photovoltaïque met de un à trois ans pour produire l’énergie qui a été utilisée pour le fabriquer (encadrement compris) et sa durée de vie est de 25 ans au moins. Il est possible d’ajouter à une installation solaire des batteries pour stocker l’électricité produite et la rendre disponible à tout moment, même en dehors des périodes de production (nuit…), mais les batteries restent onéreuses et peuvent doubler le coût d’une installation photovoltaïque de petite puissance.
Le prix de l'électricité (coût actualisé de l'énergie) produite par le solaire photovoltaïque a chuté de 359 $ en 2009 à 40 $ en 2019, soit −89 %, devenant ainsi le moyen de production électrique le moins coûteux. Le prix des capteurs solaires photovoltaïques, ajusté pour l'inflation, a chuté de 106 $/W en 1976 à 0,38 $/W en 2019, soit −99,6 % ; il a baissé de 20 % à chaque doublement de la puissance installée. Selon l'étude de la banque d'affaires Lazard dont sont tirés les chiffres ci-dessus, il s'avère plus avantageux en 2019 de miser sur le solaire et l'éolien que sur les combustibles fossiles pour la construction de nouvelles centrales, dans presque tous les pays et régions considérés dans l'étude, mais il n'est pas encore possible de remplacer toutes les centrales existantes par des énergies renouvelables, à cause de leur intermittence ; elles restent donc « complémentaires » de la production d'électricité reposant sur les énergies fossiles ou le nucléaire.

### En France
En France, selon le Syndicat des énergies renouvelables, 10 m2 de panneaux photovoltaïques produisent chaque année environ 1 GWh d'électricité, de sorte qu'une surface de 5 000 km2 de panneaux serait nécessaire pour produire l'équivalent de la consommation électrique du pays, soit environ la surface qu'occupe aujourd'hui la totalité des côtés sud des toits des bâtiments français, mais une partie de cette surface n'est pas utilisable.
La filière solaire française a pâti, tout comme son homologue allemande, de la baisse du prix d'achat de l'électricité produite par énergie solaire : Photowatt, leader du secteur installé à Bourgoin-Jallieu (Isère) employant plus de 400 salariés, a été contraint de déposer le bilan en novembre 2011 avant d'être rachetée par EDF Énergies Nouvelles Réparties en février 2012.

## Législations et soutiens gouvernementaux
Un des 17 objectifs de développement durable des Nations unies est d’assurer l’accès à l’énergie renouvelable pour tous. Ces objectifs visent à encourager le développement durable dans le monde d’ici 2030. De plus, le Traité de Lisbonne, entré en vigueur au 1er décembre 2009, comprend un chapitre sur l'énergie renouvelable en Europe. Afin d’atteindre les objectifs formulés dans le cadre de ce traité, divers pays développent des textes de loi et des réglementations, parmi lesquels certains promeuvent la production d’électricité produite à partir de panneaux solaires et son rachat par les agences gouvernementales. La France, le Royaume-Uni et la Suisse ont des programmes législatifs et des soutiens gouvernementaux différents.

### Législation

#### France
En France, un exemple d’initiative gouvernementale pour l’encouragement de l’énergie solaire est la loi Énergie Climat, adoptée le 8 novembre 2019, qui vise à diminuer la dépendance nationale aux énergies fossiles et encourage à cette fin l'utilisation d'énergies renouvelables et notamment solaire. Cette loi a entraîné la modification de deux articles du Code de l’urbanisme, créant de nouvelles opportunités en matière d’installations photovoltaïques :
- l’article L111-7 38 permettant la construction d’une infrastructure de production d'énergie solaire installée sur des parcelles déclassées ou aires de repos, de service ou de stationnement des axes routiers[75] ;
- l’article L111-18-1 crée une obligation d’installation d'un dispositif de production d'énergie renouvelable, de végétalisation, ou analogue pour tout nouveau bâtiment de plus de 1 000 m2 dédié à une exploitation commerciale, un usage industriel, ou au stationnement public. Le dispositif doit couvrir 30 % de la surface de toiture[75].

La réglementation en matière de pose de panneaux solaires dépend de la localité concernée (région, département, commune) et des critères esthétiques, propres à ces localités, peuvent contraindre cette installation. Le plan local d'urbanisme (PLU) aide les citoyens à savoir si et comment ils peuvent poser des panneaux solaires sur leurs maisons. Le document précise ainsi par exemple qu’il est interdit de faire poser des panneaux solaires sur un bâtiment listé au patrimoine national ou comme héritage local.

#### Royaume-Uni
Au Royaume-Uni, le Gouvernement cherchait à multiplier par quatre sa puissance solaire entre 2014 et 2020, soit passer de 5,5 à 22 GW/an. Pour cela, des mesures ont été prises pour faciliter la production d’électricité chez les particuliers, comme le Smart Export Guarantee (en) (SEG), approuvé en juin 2019 et entré en vigueur le 1er janvier 2020. Ce dernier permet à des particuliers et à des entreprises de revendre leur électricité au réseau national s'ils ont une installation allant jusqu'à 5 MW de puissance, ce pour plusieurs énergies renouvelables comme le photovoltaïque, l’éolien ou l’hydroélectrique. Le prix de vente est déterminé par l’acheteur, qui doit être un fournisseur officiel d’électricité.
Plusieurs règles lors de la pose de panneaux solaires doivent être respectées. Par exemple, ces derniers ne peuvent être installés plus haut que la partie la plus haute du toit, et ne peuvent pas dépasser le bord du toit de plus de 20 cm. Comme en France, si le bâtiment concerné est listé comme faisant partie d'un patrimoine ou d’un héritage nationale, aucun panneau solaire ne peut être posé dessus. Pour les panneaux isolés ne faisant pas partie d’un bâtiment, d’autres règles sont appliquées.

### Soutiens gouvernementaux
En France, le Gouvernement soutient le développement de l'énergie solaire au travers de tarifs d’obligation d’achat pour les petites installations (<100 kWc) et des appels d’offres pour les installations plus puissantes. Les tarifs d’obligation d’achat sont fixés par la loi 2000-108 du 10 février 2000, et obligent les distributeurs d’énergie nationaux à acheter l'électricité produite par les producteurs éligibles à un prix fixé. Les producteurs éligibles sont les installations photovoltaïques d’une puissance de moins de 12 MW ayant obtenu un dossier auprès de la direction régionale de l'Industrie, de la Recherche et de l'Environnement. D'autres dispositifs sont proposés à l'intention des particuliers qui souhaitent installer des panneaux photovoltaïques, comme la prime à l'autoconsommation et le taux de TVA réduit. Ces aides s'ajoutent à d'autres dispositifs plus généraux relatifs à la rénovation thermique des bâtiments, comme le prêt à taux zéro et la prime d'aide aux travaux de rénovation thermique,.
Au Royaume-Uni, le Energy Entrepreneur Fund, un fonds soutenu majoritairement par l’État soutient le développement de technologies, de produits et de processus dans le domaine de l’énergie renouvelables. Il recherche les meilleurs idées des secteurs privé et public en privilégiant le soutiens aux petites et moyennes entreprises. Entre 2012 et 2020, ce fonds a investi 75 millions de livres dans plus de 130 sociétés.
En Suisse, une votation populaire du 21 mai 2017 a résulté en la mise en place d’une rétribution unique (RU) pour remplacer la « rétribution à prix coûtant » (RPC), qui ne bénéficiait pas d'assez de fonds. La RU est une aide à l’investissement unique qui couvre entre 20 et 30 % du coût d’investissement d’une installation. La rétribution dépend fortement de la puissance du dispositif et de sa date d'installation. Le système de rétribution unique différencie le cas d’une petite installation (<100 kWc), qui peut bénéficier d’une « petite rétribution unique » (PRU), des grandes installations (>100 kWc) qui peuvent bénéficier de la « grande rétribution unique » (GRU). Cependant, le temps d’attente de ces rétributions est relativement long: environ un an et demi pour la PRU et environ deux ans pour la GRU.
Dans de nombreux pays d’Afrique, des dispositifs de soutien au solaire se retrouvent aussi, souvent sous forme de projets et d’initiatives soutenus par la Banque mondiale, la Banque africaine de développement et l’Union européenne. L’Alliance solaire internationale (ASI) a été lancée par la France et l’Inde et comporte 47 membres, dont plus de la moitié sont des États africains. Son premier axe de travail est l'amélioration des cadres réglementaires dans le cadre de l’énergie solaire. L’ASI a lancé depuis 2018 des programmes de soutien pour les réseaux à échelle locale et les toitures solaires. Un autre programme, « Terawatt Initiative », a été lancé en 2015, porté par des entreprises privées comme Engie, Total, IBM, et cherche à structurer le dialogue entre les États et les secteurs privés pour déployer un térawatt de capacité photovoltaïque dans le monde d’ici à 2030.
L’Agence internationale pour les énergies renouvelables (IRENA), fondée en 2011, rassemble 159 États. Elle vise à faciliter la création de projets en mettant des outils à disposition (Project navigator, Marketplace) et des aides financières.
Pour la totalité des descriptifs de soutiens gouvernementaux européens, un outil de recherche sur les dispositifs de soutiens aux énergies renouvelables a été créé par la Commission européenne.

## Facteurs favorisant ou contraignant le déploiement

### Cas de la Suède
Dans une étude menée en Suède entre 2008/2009 et 2014/2016 évaluant la perspective des propriétaires, les motifs principaux avancés pour acheter et installer des panneaux solaires sont la volonté de diminuer l’impact environnemental du foyer et d’économiser de l’argent en achetant moins d’électricité. Les possesseurs de panneaux solaires souhaitent ainsi dans l’idéal subvenir à leurs propres besoins énergétiques. Toutefois, les lois en Suède stipulent pour la période 2008/2009 que produire de l’électricité sur sa propriété est synonyme d’activité économique, et que des taxes s’imposent donc, représentant un premier frein à l’achat de ces dispositifs.
Un problème administratif est également évoqué : les propriétaires jugent manquer d'informations fiables et non biaisées. Les autorités locales sont mal informées et ne peuvent pas répondre aux questions que posent les propriétaires sur les potentiels avantages (économiques notamment) à devenir prosommateur.
L'achat de panneaux solaires est relativement simple : il peut se faire sur Internet, mais l'installation pose divers problèmes, car les propriétaires ne peuvent souvent pas procéder à l'installation eux-mêmes, au risque d’entraver le fonctionnement optimal du dispositif. De plus, l'installation requiert un changement du compteur électrique qui mesure la quantité d'électricité consommée. L'électricité produite en excès doit être décomptée, et certains compteurs électriques plus traditionnels ne peuvent tourner à l'envers. Ce remplacement est sur la période 2008/2009 à la charge des propriétaires.
Pour la période 2014/2016, les mêmes problèmes sont évoqués, avec un plus fort accent mis sur les problèmes administratifs : avant de devenir prosommateur, il faut remplir de nombreux contrats pour obtenir des subsides de l'État ou pour pouvoir revendre l'excès d'électricité produit aux compagnies électriques. Il faut également parfois obtenir un permis de construire avant de pouvoir installer des panneaux solaires, démarche qui peut impliquer de longs délais.
Les modalités pour pouvoir revendre l'excédent produit sont contraignantes : par exemple, certaines compagnies d'électricité requièrent que le propriétaire soit déjà leur client avant l'acquisition de panneaux solaires.

### Cas de la Californie (États-Unis)
Afin d'atteindre ses objectifs climatiques fixés pour 2030, la Californie mise fortement sur les panneaux photovoltaïques. Une loi intitulée "The California solar mandate" adoptée en mai 2018 rend obligatoire l'installation de panneaux photovoltaïques sur les nouvelles résidences dès le 1er janvier 2020 pour compenser leur consommation énergétique. Cependant, l'électricité excédentaire est injectée dans le réseau urbain qui en est surchargé le jour. Une telle situation s’est produite au printemps 2018, où les centrales solaires photovoltaïques étaient contraintes de diminuer de 95 000 MWh leur production afin d'empêcher une saturation. A contrario, avec l'absence de soleil la nuit, et les autres sources d'électricité renouvelables n’arrivant pas à combler cet écart, l'électricité tend à manquer, surtout quand le vent est trop faible pour les éoliennes. Ces déficits sont actuellement compensés par des sources d’énergies non renouvelables, souvent émettrices de gaz à effet de serre.
Une solution proposée est de stocker l'énergie pour la réutiliser en différé. Les infrastructures de stockage existantes sont cependant très coûteuses et nécessitent des conditions géographiques spécifiques. D'autres solutions seraient de construire des lignes à haute tension pour exporter les excédents solaires, mais ce serait politiquement risqué. Enfin, la solution principale est d'investir dans des stockages de grande taille, des réacteurs nucléaires flexibles ou des centrales solaires thermodynamiques dotées de capacités de stockage.
Une stratégie parallèle serait d'encourager la population à effectuer certaines tâches coûteuses en énergie le jour plutôt que la nuit, par effacement de consommation. Un exemple est la recharge des véhicules électriques, très consommatrice d'électricité. Inciter la population à recharger ses véhicules en plein jour permettrait de répondre à la demande en stockage d'énergie et d'équilibrer la surcharge du réseau aux pics de rayonnement solaire.
La politique actuelle de la Californie concernant le photovoltaïque, qui ne prévoit pas suffisamment de stockage, a pour conséquence directe une chute du prix de l'électricité, posant de grands problèmes aux entreprises concernées qui voient leurs profits diminuer, et décourageant l'investissement dans de nouveaux moyens de production ou de stockage.
Au niveau individuel, les citoyens expriment du scepticisme envers le financement direct de tels projets, l’investissement semblant important et les gains faibles à court terme. Une solution proposée par certains fournisseurs est l'installation sans frais des panneaux. Les résidents payent l'électricité produite chez eux à l'entreprise qui se charge du maintien des infrastructures. Un rachat des panneaux est possible ultérieurement. Cette stratégie permet de pondérer cet obstacle de l’investissement initial et facilite donc l’achat de panneaux solaires.

### Cas des régions rurales en développement
Les régions rurales des pays en développement, principalement en Afrique mais également en Amérique latine, des régions généralement ensoleillées, offrent un grand potentiel pour l’énergie solaire. Cependant, de nombreux facteurs rendent son intégration socio-matérielle difficile.
Facteurs défavorables à l’échelle macroéconomique: les institutions qui investissent dans l’énergie solaire et dans les énergies renouvelables en général sont rares. Le principal facteur est économique : le capital initial pour acquérir le matériel nécessaire est élevé, et le volume des ventes est faible. Le manque d’expérience à long terme pose des incertitudes quant à la performance de ces dispositifs relativement nouveaux. De plus, de nombreux gouvernements soutiennent massivement les énergies fossiles par des subventions. Au contraire, au Kenya par exemple, en 2008, l’équipement solaire était toujours très taxé, et donc réservé aux ménages aisés. Au Cameroun, en 2008 également, les politiques douanières compliquaient l'importation des équipements.
Facteurs défavorables à l'échelle microéconomique : le coût d'une installation photovoltaïque est un inconvénient majeur, étant cinq à dix fois plus élevé que pour une installation avec un générateur Diesel, par exemple. À cela s'ajoutent des difficultés pour l'entretien des installations : l'accès aux pièces de rechange est plus difficile en l'absence de fabricants locaux. De plus, localement, personne n'a été formé pour réaliser l'installation ou l'entretien de ces dispositifs. Pour simplement entretenir une installation, il faut faire venir un technicien formé, installé en ville, ce qui augmente significativement le coût de la maintenance.
Un biais de genre a également été rapporté : dans les régions rurales, les femmes passent plus de temps que les hommes à pratiquer des activités requérant de l'énergie. Les hommes sont généralement responsables des décisions budgétaires, comme l'achat d'une installation solaire, et ils ne sont souvent pas prêts à investir leur capital dans des dispositifs dont l’utilisation bénéficierait principalement aux femmes. Ce sont elles par exemple qui font la cuisine, ou fabriquent des vêtements, des tâches qui requièrent de l’énergie.

## Énergie solaire dans la société

### Au quotidien
Dans le monde, des projets de centrales solaires voient le jour presque partout, puisant dans un immense potentiel : « 5 % de la surface des déserts permettrait de produire toute l'électricité de la planète », affirment Patrick Jourde et Jean-Claude Muller, chercheurs au Commissariat à l'énergie atomique et aux énergies alternatives (CEA) et au Centre national de la recherche scientifique (CNRS).

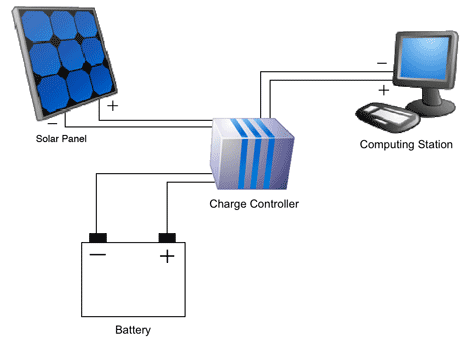
Ordinateur alimenté par des panneaux solaires.

### Développement des centrales thermodynamiques
Le principe d'une centrale électrique thermique solaire est de concentrer les rayons du Soleil, à l'aide de miroirs paraboliques, vers des tubes ou une chaudière contenant un fluide caloporteur. La chaleur ainsi récupérée est transmise à de l'eau. L'eau se transforme en vapeur, qui actionne une turbine couplée à un générateur produisant de l'électricité.
La production des centrales solaires thermodynamiques atteignait 13 367 GWh en 2019, soit 0,05 % de la production mondiale d'électricité ; en comparaison, la production du solaire photovoltaïque s'élevait à 680 952 GWh (2,5 %), soit 51 fois plus. Les principaux pays producteurs sont l'Espagne : 5 683 GWh (42,5 %), les États-Unis : 3 535 GWh (26,4 %), l'Afrique du Sud : 1 554 GWh (11,6 %), le Maroc : 1 186 GWh (8,9 %), la Chine : 1 095 GWh (8,2 %) et les Émirats arabes unis : 230 GWh (1,7 %).

### Des panneaux sur les toits
Les panneaux photovoltaïques convertissent la lumière du Soleil en électricité. Des années 2000 à 2013, en France et en Belgique, grâce aux aides fiscales de l'État, les particuliers ont été de plus en plus nombreux à s'en équiper. En France, le producteur a le choix entre l'autoconsommation et la vente de l'intégralité de sa production à EDF, qui est tenue depuis 2002 d'acheter l'électricité d'origine renouvelable produite par les particuliers ou les collectivités.
À la suite d'une augmentation plus forte que prévu des demandes de raccordement d'installations photovoltaïques, un moratoire a été décidé en décembre 2010 par l'État français pour les installations de plus de 3 kWc : « L'obligation de conclure un contrat d'achat de l'électricité produite par les installations mentionnées au 3° de l'article 2 du décret du 6 décembre 2000 susvisé est suspendue pour une durée de trois mois courant à compter de l'entrée en vigueur du présent décret. Aucune nouvelle demande ne pouvait être déposée durant la période de suspension »,, moratoire critiqué par les parties prenantes impliquées dans des opérations déjà lancées ou que l'État devait financer.
En 2010, l'Union européenne a produit 22,5 TWh d'énergie électrique photovoltaïque et a plus que doublé sa capacité installée par rapport à l'année précédente.
Une nouvelle génération de panneaux, dit panneaux solaires hybrides, apparaît en 2010 sur le marché, produisant à la fois chaleur et électricité, avec un rendement photovoltaïque amélioré grâce au refroidissement du panneau et à la cogénération[réf. souhaitée].
Un enjeu prospectif, notamment identifié par Jeremy Rifkin avec son concept de Troisième révolution industrielle, est d'associer une domotique poussée à un réseau électrique intelligent (il parle d'un « Internet de l'énergie »), pour orienter le surplus d'électricité produite vers le besoin le plus proche et ainsi éviter les pertes en ligne ou liées au stockage. Des ensembles de toitures solaires pourraient ainsi devenir l'équivalent de vastes centrales solaires dont les éléments sont distribués au plus près des besoins. Des véhicules électriques peuvent aussi servir de stockage tampon du surplus d'électricité produite. Vers 2010 apparaissent des outils logiciels et modèles 3D permettant de positionner idéalement les panneaux solaires dans les villes, également utiles pour prévoir l'ensoleillement de terrasses végétalisées ; ainsi un « cadastre solaire » sera disponible pour tous les Parisiens en 2012. Ces mêmes outils peuvent généralement intégrer la thermographie aérienne qui permet de profiter d'opérations de rénovation thermique de toiture pour les remplacer par des panneaux solaires.

### Centrales photovoltaïques

#### Chine
L'énergie solaire en Chine connait une croissance très rapide depuis la mise en place de politiques de soutien à partir de 2008-2009, bien que le potentiel solaire de la Chine soit surtout important dans les régions de l'ouest (Tibet et désert de Gobi), désertiques, éloignées des centres d'activités économiques, en grande partie côtiers.
La filière solaire thermique est très développée : la Chine est largement en tête des pays producteurs de chaleur d’origine solaire, avec 73 % du parc mondial fin 2021.
La filière photovoltaïque place également la Chine au 1er rang mondial : sa production d'électricité solaire représentait 35,6 % de la production mondiale en 2023 ; sa progression est fulgurante, mais elle a ralenti nettement en 2019 et 2020 avant de se reprendre en 2021, puis d'exploser en 2023 (+36,7 %). L'Agence internationale de l'énergie (AIE) estime la production chinoise d'électricité solaire photovoltaïque à 3,3 % de la production totale d'électricité du pays en 2020, 3,8 % en 2021 et 4,8 % en 2022, et l'Energy Institute à 6,2 % en 2023. L'AIE estime la production théorique fin 2023 à 9,6 %.
En 2023, la Chine est restée largement en tête du marché mondial du photovoltaïque, avec 58 % du marché mondial (44 % en 2022), portant sa puissance installée cumulée à 662 GWc, au 1er rang mondial (40,8 % du total), loin devant les États-Unis (10,4 %), l'Inde (5,9 %), le Japon (5,6 %) et l'Allemagne (5,0 %).
Sept entreprises chinoises figurent au classement mondial 2019 des dix plus grands fabricants de modules photovoltaïques (plus une entreprise sino-canadienne), dont le no 1 mondial Jinko Solar, le no 2 JA Solar et le no 3 Trina Solar. En 2020, la part de marché de la Chine dans la production de cellules photovoltaïques s'élève à 77,7 %, et dans celle de modules photovoltaïques à 69,8 %.
La Chine a été accusée de pratiquer le dumping en 2012 : les États-Unis et l'Union européenne ont instauré des droits de douane sur les importations de panneaux solaires chinois, mais en juillet 2013 un accord de compromis a été signé avec la Commission européenne et les taxes antidumping européennes sont supprimées en septembre 2018, alors que les États-Unis renforcent les leurs. En 2023, la surproduction massive des fabricants chinois a causé des tensions encore plus aigües.

#### États-Unis
L'énergie solaire aux États-Unis, longtemps limitée à la Californie, connait une croissance très rapide dans la plupart des États depuis la mise en place de politiques de soutien à partir de 2008-2009.
La filière photovoltaïque fournissait 5,5 % de la production nationale d'électricité en 2023 ; cette production photovoltaïque a été multipliée par 6,6 en huit ans (2015-2023) et a encore progressé de 16,4 % en 2023. L'Agence internationale de l'énergie évalue le taux de pénétration théorique du solaire photovoltaïque à 6 % de la consommation totale d'électricité du pays fin 2023 contre 10,3 % dans l'Union européenne, 9,6 % en Chine, 21,1 % en Espagne, 14,4 % en Allemagne et 5,8 % en France.
Les États-Unis détenaient en 2023 le deuxième rang mondial des producteurs d'électricité photovoltaïque avec 14,7 % de la production mondiale, derrière la Chine (35,6 %). Leur part atteignait 10,4 % dans la puissance installée mondiale, derrière la Chine (40,8 %) et devant l'Inde, le Japon et l'Allemagne. Leur part de marché est tombé à 8,2 % en 2023, contre 57,8 % pour la Chine. Sur les dix plus puissantes centrales solaires photovoltaïques du monde, quatre se trouvent dans les déserts du Sud-Ouest des États-Unis.
La Californie est l'état leader du secteur : elle représente 28,4 % de la production photovoltaïque du pays en 2023 et l'énergie solaire y fournit 28,2 % de la production électrique. Les équipements individuels s'y multiplient grâce à l’effondrement des coûts des panneaux solaires, divisés par cinq en cinq ans : en 2015, environ 2,5 millions de foyers californiens utilisaient l'énergie produite par leurs panneaux photovoltaïques.
Deux entreprises américaines figurent au classement mondial 2017 des dix plus grands fabricants de modules photovoltaïques : First Solar au 9e rang et Sunpower au 10e rang.
Dans la filière solaire thermique, les États-Unis sont au 3e rang des pays producteurs de chaleur d’origine solaire avec 3,6 % du total mondial, très loin derrière la Chine (72,8 %) ; cette énergie est surtout utilisée pour le chauffage des piscines.

#### Inde
L'énergie solaire en Inde connait une croissance très rapide depuis le lancement de la Jawaharlal Nehru National Solar Mission lancée par le gouvernement en 2008 ; les années 2009 à 2011 ont été marquées par des taux de croissance à trois chiffres et la production du solaire photovoltaïque a encore progressé de 26 % en 2022 et 19 % en 2023.
La filière solaire thermique de l'Inde se classe au 6e rang mondial en 2020, très loin derrière la Chine, mais en forte croissance.
La filière photovoltaïque fournissait 5,8 % de la production nationale d'électricité en 2023. L'Inde est le 3e producteur d'électricité photovoltaïque avec une part de 6,9 % de la production mondiale, derrière la Chine (35,6 %) et les États-Unis (14,5 %).
En 2023, l'Inde a installé 16,6 GWc (3e marché de l'année avec 4,1 % du marché mondial, derrière la Chine et les États-Unis), portant sa puissance installée, selon les sources, au 3e rang mondial avec 5,9 % du total mondial, derrière la Chine et les États-Unis, ou au 5e rang mondial avec 5,2 % du total mondial, devancée par le Japon et l'Allemagne.

#### Allemagne
L'énergie solaire en Allemagne tient une place bien plus importante que dans la plupart des pays.
La filière solaire thermique allemande se situe en 2021 au 1er rang européen en puissance installée et production ; en surface de capteurs par habitant, l'Allemagne est au 5e rang, avec 2,05 fois la moyenne européenne. Au niveau mondial, l'Allemagne est au 5e rang en 2020 (2,8 % du total mondial). En 2015, le solaire thermique a fourni 4,8 % de la production de chaleur par les énergies renouvelables, soit 0,6 % des besoins de chaleur du pays.
La filière photovoltaïque a pris progressivement son envol au cours des années 2000 grâce à la mise en place de subventions sous la forme de tarifs d'achat très supérieurs aux prix de marché ; à partir de 2016, ce dispositif a été remplacé, pour les installations les plus importantes, par un système d'appels d'offres. Le photovoltaïque a fourni 11,8 % de la production nationale d'électricité en 2023 (10,4 % en 2022) et 14,9 % en 2024 ; cette part est estimée à 14,4 % au 31/12/2023 par l'Agence internationale de l'énergie ; elle n'est dépassée que par six pays, dont l'Espagne, les Pays-Bas et la Grèce.
En 2023, l'Allemagne était au 1er rang de l'Union européenne pour la production d'électricité photovoltaïque avec 25,1 % de la production européenne, devant l'Espagne (17,6 %), l'Italie (12,6 %) et la France (9,5 %). Elle se classait au 5e rang mondial en 2023 avec 3,7 % du total mondial ; elle a été dépassée en 2015 par la Chine, en 2016 par les États-Unis et le Japon, et en 2019 par l'Inde.
En termes de puissance installée, elle se situe également au 1er rang européen et au 4e rang mondial en 2023 (5,8 % du total mondial) derrière la Chine, les États-Unis et le Japon, et au 2e rang européen en 2023 en termes de puissance installée par habitant, derrière les Pays-Bas, avec 1,7 fois la moyenne européenne. Le flux de nouvelles installations de 2023 classe l'Allemagne au 1er rang du marché européen (27,5 %) et au 4e rang du marché mondial (3,5 %), derrière la Chine, les États-Unis et l'Inde. Selon un rapport (janvier 2025) du Haut conseil pour le climat français « l’Allemagne a atteint en 2024 un peu plus de 16 GW installés, soit environ deux fois plus que ce qui était considéré en 2020 comme le rythme maximum possible dans les pays européens ». 

#### France
L'énergie solaire en France est constituée des trois filières photovoltaïque, solaire thermique et solaire thermodynamique à concentration. Depuis les années 2010, leur développement est rapide et dominé par le photovoltaïque.
La filière photovoltaïque, au départ limitée à des niches telles que l'alimentation électrique de sites isolés, a pris progressivement son envol au cours des années 2000 grâce à la mise en place de subventions sous la forme de tarifs d'achat très supérieurs aux prix de marché, mais s'en rapprochant progressivement. Elle fournissait 4,6 % de la production nationale d'électricité en 2024 et couvrait en moyenne 5,7 % de la consommation d'électricité (en 2022 : 11,6 % en Nouvelle-Aquitaine, 10,3 % en Occitanie, 9,8 % en Corse).
La France se situait en 2023 au 4e rang des producteurs européens d'électricité photovoltaïque avec 9,5 % de la production de l'Union européenne (UE), derrière l'Allemagne, l'Espagne et l'Italie, et au 13e rang mondial (1,4 % de la production mondiale).
La puissance installée photovoltaïque a progressé de 26 % en 2024 ; elle est concentrée en 2022 à 68 % dans les quatre régions les plus méridionales ; elle se situe en 2023 au 5e rang européen (8 % du parc européen), derrière l'Allemagne, l'Espagne, l'Italie et les Pays-Bas ; mais en termes de puissance installée par habitant, elle se trouve reléguée en 2023 au 20e rang, à 52,4 % seulement de la moyenne de l'UE. En termes de marché (installations annuelles), la France s'est située en 2023 au 6e rang européen (6 % du marché de l'UE) derrière l'Allemagne, l'Espagne, l'Italie, la Pologne et les Pays-Bas.
L'autoconsommation d'électricité photovoltaïque commence à se développer dans le sud du pays, avec 20 000 foyers produisant une partie de leur électricité fin 2017.
La filière solaire thermique est en 2021 au 6e rang européen, mais en surface de capteurs par habitant la France n'arrive qu'au 18e rang européen ; la filière a fourni 0,7 % de la production d'énergie renouvelable française en 2020.

### Pays en développement

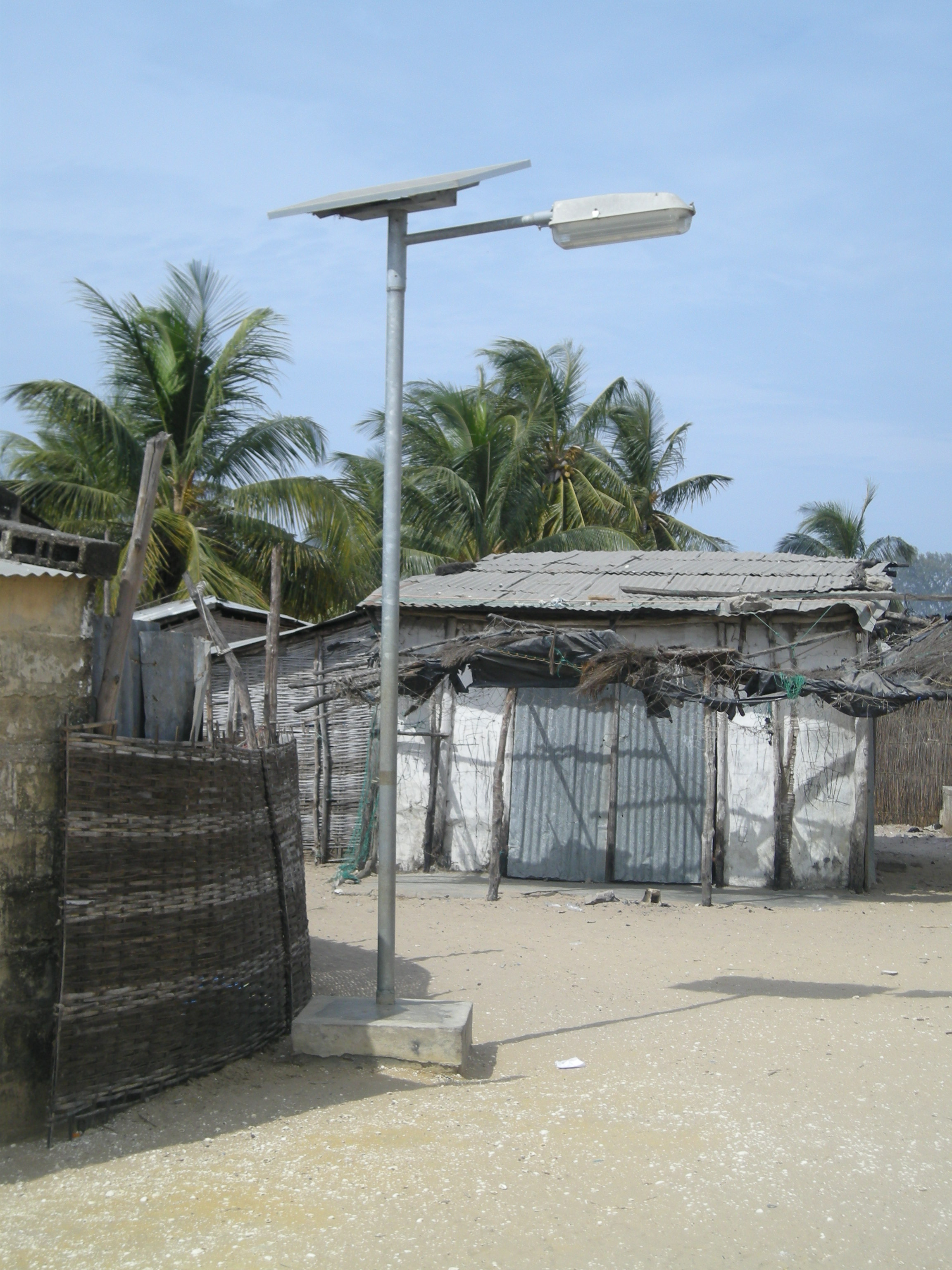
Lampadaire solaire à Elinkine, un village de Casamance (Sénégal).

Dans les pays suffisamment proches de l'équateur terrestre, où l'ensoleillement est souvent très important, le solaire peut fournir aux régions rurales et urbaines une énergie décentralisée pour l'éclairage et l'alimentation des réfrigérateurs, pompes hydrauliques, installations de télécommunication, etc.
Soutenus par des ONG, des projets d'électrification de villages sont en cours dans de nombreux pays d'Afrique et d'Amérique du Sud.

### Avancées récentes dans le stockage solaire
En 2024, des progrès significatifs ont été réalisés dans le stockage de l’énergie solaire, avec la commercialisation de batteries lithium-fer-phosphate (LiFePO4) de nouvelle génération, dotées d’une durée de vie accrue et d’un coût réduit. Selon l’Agence internationale de l’énergie (AIE), ces technologies pourraient augmenter de 70 % la capacité de stockage résidentiel d’ici 2030.